# План випробувань на надійність
План випро́бувань на наді́йність (англ. plan of check tests on reliability) — сукупність правил, що встановлюють обсяг вибірки, порядок проведення випробувань, критерії їх завершення та прийняття рішень за результатами випробувань Об'єктами випробувань є зразки одного типу, які не мають конструктивних чи інших відмінностей, виготовлені за єдиною технологією та випробувані за ідентичних умов. Вибір планів випробувань залежить від типу об'єкта випробувань, мети випробувань, показників надійності, що оцінюються, умов випробувань та інших техніко-економічних чинників.

## Загальні поняття
Показники надійності, що мають зміст математичних сподівань випадкових величин або імовірностей деяких випадкових подій, не можуть бути точно визначені в процесі контролю та випробувань, внаслідок чого рішення приймають на підставі їх оцінок, які отримані з тією або іншою точністю, або первинних даних — наробітків, чисельності відмов тощо.
Статистичні випробування планують у залежності від типу об'єкта, усталених обмежень на тривалість та вартість випробувань. Державні стандарти класифікують плани наступним чином. Для кожного плану випробувань прийнятий символічний запис у вигляді трьох літер у дужках, наприклад [NUT], у якому:
- перший символ N визначає кількість випробуваних об'єктів,
- другий символ — режим відновлення об'єктів у випробуваннях і набуває таких значень: U — об'єкт після відмови не відновлюється та не замінюється; R — об'єкт не відновлюється, але після відмови замінюється; M — об'єкт відновлюється кожного разу після відмови;
- третій символ визначає критерій закінчення випробувань:

T — випробування припиняється після досягнення наробітку у часі T;
r — випробування припиняються після r відмов у випробуваннях або об'єктів, що відмовили;

## Види планів випробувань
Нижче наведено деякі плани випробувань та їхні тлумачення.
- План випробувань [NUT] (план [NUT]) — план випробувань, згідно з яким одночасно випробують N об'єктів, об'єкти, що відмовили під час випробувань, не відновлюють і не замінюють, випробування припиняють після закінчення часу випробувань або наробітку Т для кожного об'єкта, який не відмовив.
- План випробувань [NUr] (план [NUr]) — план випробувань, згідно з яким одночасно випробують N об'єктів, об'єкти, що відмовили під час випробувань, не відновлюють і не замінюють, випробування припиняють, коли число об'єктів, що відмовили, досягає r.

Примітка. За r = N маємо план [NUN]).
- План випробувань [NRT] (план [NRT]) — план випробувань, згідно з яким одночасно починають випробування N об'єктів, об'єкти, що відмовили під час випробувань, замінюють новими, випробування припиняють після закінчення часу випробувань або наробітку Т для кожної з N позицій.

Примітка. Кожен з N об'єктів займає певну позицію (стенд, випробувальний майданчик тощо), відносно якої в подальшому відраховується тривалість випробувань Т незалежно він заміни об'єктів, що відмовили на цій позиції.
- План випробувань [NRr] (план [NRr]) — план випробувань, згідно з яким одночасно починають випробування N об'єктів, об'єкти, що відмовили під час випробувань, замінюють новими, випробування припиняють, коли сумарне число об'єктів, що відмовили за всіма позиціями, досягає r, або після закінчення часу випробувань або наробітку Т.
- План випробувань [NMT] (план [NMT]) — план випробувань, згідно з яким одночасно випробують N об'єктів, об'єкти, що відмовляли під час випробувань, відновлюють, але не замінюють, об'єкт випробують протягом наробітку Т.
- План випробувань [NMr] (план [NMr]) — план випробувань, згідно з яким одночасно випробують N об'єктів, після кожної відмови об'єкт відновлюють, випробування припиняють, коли сумарне за всіма об'єктами число відмов досягає r.
- План випробувань [NUz] (план [NUz]) — план випробувань, згідно з яким одночасно випробовують N об'єктів, об'єкти, що відмовили під час випробувань, не відновлюють і не замінюють, коли кожен об'єкт випробують протягом виробітку zi, де zi = min (zi, τi). Тут і = 1, 2… N; ti — наробіток що відмови і-го об'єкта; τi — наробіток до зняття з випробувань працездатного i-го об'єкта.